# Diritto alla vita
Il diritto alla vita fa parte  dei diritti umani e rappresenta uno dei diritti inalienabili che ogni essere umano possiede.
Tra i diritti fondamentali dell'essere umano si possono ricordare, tra gli altri, il diritto alla libertà individuale, il diritto all'autodeterminazione, il diritto a un giusto processo, il diritto ad un'esistenza dignitosa, il diritto alla libertà religiosa con il conseguente diritto a cambiare la propria religione, oltre che, di recente tipizzazione normativa, il diritto alla protezione dei propri dati personali (privacy) e il diritto di voto.
Il diritto alla vita è un principio basato sulla convinzione morale che un essere umano ha il diritto di vivere e, in particolare, che non dovrebbe essere ucciso da un altro essere umano. Il concetto di diritto alla vita si pone in dibattiti su temi di pena di morte, la guerra, l'aborto, l'eutanasia, omicidio per legittima difesa, e la sanità pubblica.

## Storia
Nella storia umana, non c'è stata una generale accettazione del concetto di un diritto alla vita, che è innato negli individui ma per millenni è stato considerato concesso come privilegio da coloro che detengono il potere politico e sociale. 
Prima l'affermazione di religioni personaliste e poi l'evoluzione dei diritti umani - che come concetto è avvenuta lentamente, in più aree e in molti modi diversi - hanno consentito la proclamazione del diritto alla vita nei principali strumenti giuridici nazionali ed internazionali.

## Diritto
Lo scorso millennio in particolare ha visto un'ampia serie di leggi e documenti legali nazionali e internazionali (esempi sono la Magna Carta del 1215 e la Dichiarazione universale dei diritti umani del 1948) che codifica l'ideale generale in principi espressamente formulati. Nello stesso senso, ma in modo vincolante secondo il diritto internazionale, va la Convenzione internazionale sui diritti civili e politici del 1966.
Vari istituti giuridici sono stati conseguentemente rivalutati alla luce di queste codificazioni, cioè quelli riguardanti l'uso di coercizione letale da parte degli organi statali. L'articolo 2 della Convenzione europea dei diritti dell'uomo, tuttavia, non si limita agli attentati alla vita umana portati direttamente da organi pubblici: la Corte europea dei diritti umani l'ha di recente interpretato - nelle cause Mustafa Tunç e Fecire Tunç c. Turchia [GC], § 171, Lopes de Sousa Fernandes c. Portogallo [GC], § 214 e Anna Todorova c. Bulgaria, § 72 - anche nel senso di richiedere allo Stato di predisporre «efficaci disposizioni penali per scoraggiare la commissione di reati contro la persona,
sostenute da meccanismi di applicazione della legge finalizzati alla prevenzione, alla repressione e alla
punizione delle violazioni di tali disposizioni (...) In tali cause la Corte ha ritenuto che si debba considerare che anche
l’articolo 2 della Convenzione imponga allo Stato di predisporre un sistema giudiziario efficace e
indipendente in modo da assicurare strumenti giuridici in grado di accertare i fatti, obbligare i
responsabili a rispondere, e fornire adeguata riparazione alla vittima (Sinim c. Turchia, § 59;
Ciechońska c. Polonia, § 66)». 

### Pena capitale
Gli oppositori della pena capitale sostengono che si tratta di una violazione del diritto alla vita, mentre i suoi sostenitori sostengono che la pena di morte non è una violazione del diritto alla vita perché il diritto alla vita dovrebbe applicarsi con deferenza al senso di giustizia. Gli oppositori credono che la pena capitale sia la peggiore violazione dei diritti umani, perché il diritto alla vita è il più importante, e la pena capitale la viola senza necessità e infligge ai condannati una tortura psicologica. Gli attivisti per i diritti umani si oppongono alla pena di morte, definendola "punizione crudele, disumana e degradante", e Amnesty International ritiene che sia "la negazione definitiva e irreversibile dei diritti umani".
L'assemblea generale delle Nazioni Unite (United Nations General Assembly, UNGA) ha adottato, nel 2007, 2008, 2010, 2012 e 2014 risoluzioni non vincolanti che richiedono una moratoria universale della pena di morte, in vista di un'eventuale abolizione.

### Uccisioni da parte delle forze dell'ordine
La legge internazionale consente solo alle forze dell'ordine di togliere deliberatamente la vita ("sparare per uccidere") dove assolutamente necessario per difendere se stessi e gli altri da una minaccia imminente alla vita.
Gli strumenti della International Human Rights Law (IHRL) hanno creato un sistema in base al quale si riconosce che il diritto internazionale dei diritti umani è vincolante per tutti gli attori statali e che questi ultimi devono conoscere ed essere in grado di applicare standard internazionali per i diritti umani. Il diritto alla vita è in gran parte un diritto inalienabile concesso a ogni essere umano sul pianeta, tuttavia ci sono alcune situazioni in cui gli "attori statali" sono tenuti a intraprendere azioni drastiche, il che può comportare la morte di civili da parte delle forze dell'ordine.
Limiti alle occasioni di uccisioni da parte delle forze dell'ordine sono rigorosamente delineati dal libro contenente la guida pubblicata dall'Alto commissariato delle Nazioni Unite per i diritti umani.
Qualsiasi azione letale intrapresa dalle forze dell'ordine deve essere presa seguendo una serie di regole che sono state definite nella sezione "Uso della forza" del libro sui diritti umani per la polizia. Il principio essenziale del libro che circonda l'uso della forza letale è che tutti gli altri mezzi di natura non violenta dovrebbero essere inizialmente impiegati, seguiti da un uso della forza proporzionalmente appropriato. L'uso della forza proporzionalmente appropriato può fare riferimento alla forza letale se un agente delle forze dell'ordine crede sinceramente che porre fine alla vita di un civile porterebbe alla conservazione della sua vita o delle vite dei suoi simili civili, come delineato nella sezione "Circostanze permissibili per l'uso di armi da fuoco" del libro. Questo sottolinea inoltre nella sezione "Responsabilità per l'uso della forza e delle armi da fuoco" che sono in atto severe misure di responsabilità per mantenere l'integrità all'interno delle forze dell'ordine statali per quanto riguarda il loro diritto all'uso della forza letale.

## Etica e diritto alla vita
Alcuni etici utilitaristi sostengono che il "diritto alla vita", dove esiste, dipenda da condizioni diverse dall'appartenenza alla specie umana. Il filosofo Peter Singer è un notevole sostenitore di questo argomento. Per Singer, il diritto alla vita è basato sulla capacità di pianificare e anticipare il proprio futuro. Questo estende il concetto agli animali non umani, come le scimmie, ma dal momento che il nascituro, i bambini e le persone gravemente disabili non ne hanno, afferma che l'aborto, l'infanticidio indolore e l'eutanasia possono essere "giustificati" (ma non obbligatori) in alcune speciali circostanze. Per esempio nel caso di un infante disabile la cui vita sarebbe una sofferenza, o nel caso in cui i suoi genitori non vogliano allevarlo e nessuno desideri adottarlo. I bioeticisti associati alle comunità Disability Rights ("diritti di invalidità") e alla Disability Studies ("studi sulla disabilità") hanno sostenuto che l'epistemologia di Singer si basa su concezioni abili della disabilità.

### Eutanasia
Il diritto di una persona a prendere la decisione di porre fine alla propria vita attraverso l'eutanasia viene comunemente chiamato un "diritto di scelta", mentre le persone che si oppongono alla legalizzazione dell'eutanasia vengono comunemente chiamate sostenitrici del "diritto alla vita".

### Aborto
La guida sull'aborto Associated Press Stylebook and Briefing on Media Law (2000) elenca l'uso della pubblicazione di "anti-aborto" invece di "pro-vita" e "diritti di aborto" invece di "pro-aborto" o "pro-scelta" e consiglia di evitare l'uso di "abortisti", cioè di persone che compiono aborti clandestini, a favore dell'uso di un termine come "medico abortista".
Il termine "diritto alla vita" è usato nel dibattito sull'aborto da coloro che desiderano far diminuire il numero di aborti e, nel contesto della gravidanza, il termine “diritto alla vita” è stato usato da Papa Pio XII durante un'enciclica papale del 29 ottobre 1951 dal titolo "Discorso alle ostetriche sulla natura della loro professione".
Una delle principali organizzazioni che seguono questo indirizzo è HazteOir (CitizenGO internazionale), il cui fondatore è Ignacio Arsuaga. È descritta come un'organizzazione ultra-conservatrice e ultra-cattolica. Promuove la difesa della famiglia, della vita e della libertà religiosa.
Tra i comportamenti privati - nei confronti dei quali si invoca il diritto alla vita per pretendere dallo Stato di attivarsi in senso proibitivo - la Corte europea dei diritti umani ha però escluso il caso dell'aborto.